# Paweł Malec
Paweł Malec (ur. 5 marca 1985 w Łodzi) – polski sędzia piłkarski reprezentujący Łódzki Związek Piłki Nożnej w okręgu Łódź.
Arbiter znalazł się na liście sędziów zawodowych PZPN na sezon 2024/2025. Jest również sędzią międzynarodowym VAR (FIFA VMO).

## Życiorys i kariera
Paweł Malec urodził się 5 marca 1985 roku w Łodzi. Swą karierę sędziowską rozpoczął w 2005. Cztery lata później, 26 kwietnia 2009, sędziował on swój pierwszy mecz na poziomie III ligi; było to spotkanie rozegrane między drużynami Woy Bukowiec Opoczyński i Bronią Radom, które zakończyło się wynikiem 1:3. Podczas meczu sędzia pokazał łącznie trzy żółte kartki i jedną czerwoną. W swym debiutanckim sezonie na tym poziomie był rozjemcą łącznie czterech spotkań na przestrzeni dwóch miesięcy (kwietnia i maja). W kolejnym sezonie sędziował 11 meczów.
W sezonie 2011/2012 otrzymał awans do szczebla centralnego; był arbitrem swego pierwszego meczu w II lidze 30 lipca 2011 roku; było to spotkanie 2. kolejki między Miedzią Legnica a Rakowem Częstochowa, które zakończyło się wynikiem 2:1. Podczas swojego pierwszego spotkania na tym poziomie Malec pokazał po trzy żółte kartki dla każdej drużyny (łącznie sześć). Trzy dni później, 2 sierpnia 2011 roku, otrzymał mecz rundy wstępnej Pucharu Polski między Sokołem Kleczew a Lechem Rypin (3:2). W sezonie 2011/2012 był rozjemcą łącznie 11 spotkań szczebla centralnego, a także trzech spotkań lig młodzieżowych i jednego Pucharu Polski.
W kolejnym sezonie, tj. 2012/2013, otrzymał awans na szczebel zaplecza Ekstraklasy. Swoje pierwsze spotkanie pierwszoligowe sędziował 11 listopada 2012 roku; było to spotkanie 16. kolejki rozegrane między Miedzią Legnica a Wartą Poznań, zakończone wynikiem 5:2. Było to także jego jedyne spotkanie w I lidze w owym sezonie.
W Ekstraklasie zadebiutował 16 maja 2021 roku w spotkaniu między Cracovią a Wartą Poznań, który zakończony został wynikiem 0:1.
19 listopada 2024 pełnił rolę sędziego VAR podczas spotkania Ligi Narodów UEFA między Szwecją a Azerbejdżanem, zakończonego wynikiem 6:0. Podczas tego spotkania Malec zasugerował sędziemu głównemu tego spotkania, Danielowi Stefańskiemu, zaistnienie spalonego, który rzekomo miał mieć miejsce przed golem zdobytym przez Alexandra Isaka; decyzja o odwołaniu bramki podjęta pod wpływem tej sugestii była błędna. W konsekwencji owej decyzji obydwaj sędziowie zostali zawieszeni w sędziowaniu kolejnych spotkań w Polsce, a także międzynarodowych, rozgrywanych pod jurysdykcją UEFA, do końca roku. W okresie zawieszenia Malec prowadził szkolenia obejmujące korzystanie z systemu VAR.
Sędzia otrzymał jednak mecz na szczeblu pierwszoligowym, który miał miejsce 8 grudnia 2024 roku między Pogonią Siedlce a Odrą Opole, zakończone wynikiem 0:1. Kolejne spotkanie ekstraklasowe prowadził 2 lutego 2025 – był to mecz 19. kolejki Ekstraklasy rozegrany między Górnikiem Zabrze a Puszczą Niepołomice, który zakończył się jednobramkowym remisem. W 2025 roku był także rozjemcą meczu 1/4 finału Pucharu Polski, rozegranego między Polonią Warszawa a Puszczą Niepołomice.

## Życie prywatne
Ma trójkę dzieci (synów). W 2023 wziął udział w 9. odcinku I sezonu serialu „Sędziowie”.